# Wase Wind
 (octobre 2022).
Si vous disposez d'ouvrages ou d'articles de référence ou si vous connaissez des sites web de qualité traitant du thème abordé ici, merci de compléter l'article en donnant les références utiles à sa vérifiabilité et en les liant à la section « Notes et références ».
Wase Wind est une coopérative énergétique flamande, active dans la production d'énergie renouvelable et la fourniture d'électricité à partir d'éoliennes.
Son siège est situé sur la commune de Saint-Gilles-Waes en Belgique.

## Entreprise
Wase Wind est membre de la fédération flamande des coopératives d'énergie renouvelable REScoop Vlaanderen.
En tant que société coopérative, elle fédère les apports de ses actionnaires et investit dans des projets de réalisation de production d'énergie renouvelable, via des éoliennes dans la région du Waasland.

## Histoire
La société est créée en 2001, à l'initiative de Kris Aper, Chris Derde, Geert De Roover et Raf Vermeulen.
La coopérative investie dans 4 parcs éoliens qui produisent ensemble de l'énergie pour environ 2 000 membres (actionnaires / coopérants).